# Zygorhizidium cystogenum
Zygorhizidium cystogenum är en svampart som beskrevs av Canter 1963. Zygorhizidium cystogenum ingår i släktet Zygorhizidium och familjen Chytridiaceae.   Inga underarter finns listade i Catalogue of Life.